# S-35戰車
索瑪S-35戰車（法語：Char Somua S-35）是法國於第二次世界大戰中使用的一種骑兵坦克，一度被評價為「1930年代最佳的中型戰車」。S-35戰車於1936年至1940年生產，並裝備於轻机械化師。以當時的重量標準來說，S-35戰車是同級戰車中機動性算相當高的，武器與裝備亦優於法軍和外國其他同級的戰車，如德國的三號戰車。S-35戰車有著良好的傾斜裝甲和鑄造砲塔，但這也使得它生產成本高與維護不易。在1940年5月的法國戰役中，S-35戰車證明了它的戰術優勢，但在戰略上卻被錯誤地佈署使用。在1940年6月法國戰敗後，約有430限量生產和繳獲的S-35戰車被軸心軍使用。它有一種衍生型—S-40戰車，有改良的懸吊裝置、採用焊接砲塔的裝甲和降低了生產成本，並在1940年7月取代了原型，開始生產。

## 發展
S-35戰車的設計定於1934年6月26日，是為騎兵所使用的裝甲戰鬥車輛，這使比它原先1931年的設計更為重型，這輛新型戰車還裝有反戰車砲。5月17日，法國陸軍部聯絡了設立在聖旺的施奈德電氣的子公司索瑪公司（Société d'Outillage Mécanique et d'Usinage d'Artillerie，簡稱「SOMUA」），要求生產一輛原型車。該公司於1934年7月16日接受此提案，並於10月12日開始生產。1935年4月14日，一輛名為「AC3」的原型車建造完成，並在1935年7月4日至8月2日期間進行測試。最先生產的四輛改良型—AC4一直測試，直到1938年1月27日才完成。第一批S-35戰車配有優良的APX1砲塔，搭配短砲身的47公釐SA 34砲。1936年3月25日，AC4被定為標準騎兵用中型戰車，官方命名為「1935年型裝甲戰鬥車」（Automitrailleuse de Combat modèle 1935 S，或簡稱「AMC 1935 S」），並簽了首批50輛S-35戰車的訂單。這種戰車通常被稱呼為「S35戰車」，S指的是索瑪，35則是取自於1935年，現代的文獻中對於S35的縮寫常在中間加上連字符，變成「S-35」，但在法國當時並沒有這樣的寫法。
量產型S-35有著更長的SA 35砲，原先預計總生產量應達600輛，但第二批訂單因為財政因素而縮減到250輛。而第三批戰前的訂單就變得只有200輛了。

## 概要
車體與砲塔皆鑄造生產，裝甲最大厚度分別為47和40公釐。車體分為四節，車體下部分左右、上部分左右部份。該車砲塔是B1重型坦克使用的APX-1砲塔之衍生型—APX 1 CE，以及使用了更大的砲塔環（現為1,130公釐，原先為1,022公釐），可讓通信士協助車長從底部彈藥室取出砲彈來裝填，該車載有118砲彈（其中90枚為穿甲彈，28枚高爆彈）和2,250發機槍子彈。然而如同B1戰車的設計，車長要兼任砲手的職務，不但要下達全車指令還要瞄準、裝填砲彈和開火。法國軍方原預計標準的S-35戰車應裝備通訊設施，排長應有能向上級發訊的ER 29（émetteur-récepteur 29，即「29型收送信機」），但下級戰車間聯絡用的ER 28無線電卻不足，因此一個排除了排長車外，另外4輛就缺乏彼此聯絡的無線電。而搭載該裝備的計畫又因為各個因素所延遲，一直到了1940年夏季造成戰鬥效率低落的結果。
該戰車的懸吊系統由開發了法國第一種戰車—施奈德CA1（Schneider CA1）的尤金·布理萊（Eugene Brillié）所設計，他曾與捷克斯柯达合作，並將自己的設計—搭配葉片彈簧4個轉向架的8對路輪以及大型的張緊輪呈現到該國的LT-35戰車上。頭50輛S-35戰車的履帶以144片履帶片所構成，每片長75公釐，後期型則是103片構成，每片105公釐長。引擎設於車體後部，有兩個並排的自封式油箱，容量分別為100和410公升，並以防火隔牆和戰鬥艙分離。引擎出力200匹馬力，由加弗爾-薩賓（Javier-Sabin）所設計，較大的油箱將自動注入較小的來讓引擎從該處消耗，有時沒有經驗的組員只會補充小油箱。該戰車的引擎和懸吊裝置整備工作困難，後期型對此有稍微改良。
S-35戰車還有自動滅火系統，在其幾處關鍵點有配置灑出溴甲烷的裝置。

## 戰術功用
如同英國和蘇聯，法國軍方也認為戰車應分工為騎兵戰車和步兵戰車。法軍傾向打一場防禦戰，並認為這樣的戰爭模式可以取得最後的勝利，但同時也考慮到在某種戰略形勢下也須打進攻戰。法軍要求己方應有能肩負進攻戰的兩個主要階段：突破與滲透功能的專用車輛，這樣的角色即由S-35戰車來承擔。S-35戰車有著良好的機動性、頗佳的續航距離，有著能擊穿假想敵蘇聯的BT-7戰車和德國三號戰車的火砲和抵擋它們攻擊的裝甲，能夠深入敵陣進行戰略性的滲透行動，並摧毀它們的裝甲預備隊，這也是為何在今天S-35戰車會一度被評價為「30年代最佳中型戰車」的原因。然而法國的騎兵隊對此有著不同的意見，認為它們這款主力戰車有許多不完善之處，值得注意的是並未提到單人砲塔的問題，這是今日最常被提到、也最為重要的缺陷。比起三人式大型砲塔，車長必須負擔許多工作，在協調性、砲塔迴轉速度和反應速度都低的多。
騎兵部隊主要指出三個缺陷，分別在戰術、作戰和戰略層面。戰術上的主要問題是缺乏指揮塔，這迫使車長在戰鬥中不外露的觀測，就反應速度來講有十分不良的影響，之所以造成這樣的原因純粹是預算問題、導致採用了APX-1砲塔的緣故。B1戰車的APX4砲塔也曾因相同的理由而被抱怨過。作戰上的缺陷則是它的機械可靠性太差，懸吊裝置太過脆弱、複雜以及難以維護，特別是鑄造的裝甲模塊讓人難以接近懸吊裝置與引擎去維修。事實上這肇因於法國缺乏一個中央機構來統一發展戰車，陸軍自行發布一個模糊的性能數據要求，讓民間企業自行處理細微之處，呈交一個可行的提案。法國的機械設施總是處於過時的情況，產品也反應了其生產設備的水準，例如懸吊裝置的問題引入美國的克里斯蒂懸吊裝置是個極佳的解決方案，但因為法國缺乏徹底現代化的生產工業和提高其產品質量要求而無法實現。戰略方面，S-35戰車的生產成本過高，且大型鑄造零件的產量十分有限，這意味著S-35的數量必定不足，因此須以另一種價格便宜的戰車遞補，法軍內定其為霍奇基斯H35戰車，但該車在裝甲、武裝和機動性都相對低落得多，騎兵部隊也認為該戰車戰鬥價值極低，因此寧願以大量S-35戰車為核心來組成裝甲師，而拒絕將輕騎兵師中的S-35戰車分離來集中到裝甲師中。另一方面，德軍也將數量不足的三號戰車抽出部分到輕機械化騎兵師中。法軍還決定要繼續大規模量產諸如AMR 35和AMC 35的輕型戰車。在再度顯示了，到了1940年5月德軍將在戰略佈署大型裝甲兵力單位（10至14個）時會有較大的優勢，相比較下，法軍將面臨的是僅有缺乏足夠的步兵和砲兵構成的4個裝甲師，每個師又不具有獨立的戰鬥能力。法國還曾打算生產更多的S-35戰車來發動1941年的決定性攻勢，然而由於鑄造裝甲生產不足，考慮聘請美國工人投入其工作，就在談判過程中時德軍發動了攻擊，在這期間一度還想計畫生產出2000輛S-35戰車。

## 生產與作戰歷史
S-35戰車的試驗型AC4有4輛於1936年1月配給了第4裝甲騎兵團（4e Cuirassiers），1937年底SA 35主砲開始交貨，量產型的S-35戰車終於可以開始大規模生產。到了1938年中旬約有100輛被生產，1939年9月1日開戰時則有到了270輛的數字，其中有246輛交付，分別191輛服役於部隊、51輛庫存和4輛被送回工廠檢修。戰爭爆發後，軍方再下了生產200輛的第四張訂單，使訂購總數增加到了700輛。後來又決定自第451輛起，將S-35戰車改為S-40購買生產。到了1940年6月，此種戰車共有430輛產量，包括試驗型和原型車。其中約有288輛在法國戰役開始時服役於前線三個隸屬騎兵的輕機械化師（Divisions Légères Mécaniques）。各個完整的師應有4個各裝備21輛S-35的連，另外加上後備戰車、團和旅指揮用車等等，一個師共約有88輛S-35戰車。另外還有31輛作為後備資源，49輛正於工廠積存和26輛正在交貨。這些車輛後來轉交給一些臨時成立的單位，如夏爾·戴高樂上校指揮的第4裝甲後備師約接收了39輛S-35、第4輕機械化師約有10輛、而法國摩托化軍（Corps-francs Motorisés）則有25輛。受重創而需重組的三個輕機械化師也接收一些S-35戰車維持戰力，第1與第2輕機械化師共接收10輛，而第3師則接收20輛。還有約25輛配給了第7裝甲後備師。
在1940年的法國戰役裡，輕機械化師負責執行快速進入低地國家的行動，並要讓步兵師跟在後方支援。第2和第3師皆集中到鲁汶和那慕爾之間的让布卢，該區沒有天然障礙可妨礙德軍的進攻，法軍輕機械化師故分散開來，部份去對付德軍第3和第4裝甲師。在這樣的情況下並未反映出兩方裝甲兵力組織單位上的差異，德國的裝甲師與法國的輕機械化師兩者無論是使用裝備、訓練和組織都十分接近。在5月13至15日爆發了阿尼战役（1940），這是一場直到現代都是算是規模數一數二的裝甲戰鬥，共有1700輛的裝甲戰鬥車輛參與，S-35戰車也因此有了機會證明其效率，雖然它們確實在直接對抗德軍戰車時佔了上風，但法軍最高統帥部卻因為懷疑其自軍撕開的缺口是德軍閃擊戰的主攻點而猶豫，為保有自軍狀況最佳的戰車而禁止它們進行追擊。在德軍北部佯攻、南部才是主力的目的明朗化後，法軍第1輕機械化師才剛到法國以北200公里欲前去幫助荷蘭軍，這時又要趕著南下回程。這影響了大部分配置S-35戰車的單位，幾近崩潰。5月17日，大部分素質最優良的盟軍師被德軍第5裝甲師擊敗。其他的輕機械化師為阻止崩潰而集結兵力發動了反攻—阿拉斯戰役，但仍舊失敗。過早而倉促地投入僅有的戰略裝甲預備隊，最終成了法軍的致命傷。
1940年6月，法德停戰，S-35戰車被送往西非強化維琪政權的控制殖民地的力量，後來由於當地法軍與盟軍聯手打擊軸心國，S-35又用於突尼西亞的戰事裡。在突尼西亞勝利的閱兵後，法軍第5裝甲騎兵師的S-35戰車被M4雪曼戰車所取代，但其乘員仍常在上頭附加S-35的鋼板。1944年法國解放後，第13龍騎兵團也裝備了17輛S-35戰車。

### 外國服役歷史
法國投降後，一些S-35戰車被用於德軍中（約有297輛S-35被繳獲），取其代號為「Panzerkampfwagen 35-S 739 (f)」，並加裝了指揮塔來解決觀測的問題。1940年12月10日，德軍第一個以「俘獲戰車」（Beutepanzer）組成的單位建成：第201戰車團，共有118輛戰車，其中有36輛為S-35，其餘為38-Hs。1941年2月10日，第202裝甲團成立，兩個團都被編入了第100裝甲旅。1月27日，獨立301戰車營成立，完全装备法式坦克，此时国防军建制内的S-35坦克达到90輛。3月22日，這個獨立營取代了第201裝甲團的第2營，被替换的部队改編為第211装甲营。6月，第211戰車營被送至芬蘭參與東線的戰事。1943年，受到重創的第21和23裝甲師也使用了S-35戰車來補強實力。其中一些將上層結構拆除，改用於駕駛訓練。1944年12月30日，德軍還有使用12輛S-35戰車。
一些被俘的S-35被交給了德軍的盟國，1941年義大利獲得了32輛，1942年匈牙利獲得2輛，1943年保加利亞獲得6輛。義軍主要用於培訓和組建後備裝甲兵力，保加利亞則在戰後用於警察單位中。

## 衍生與改裝計畫

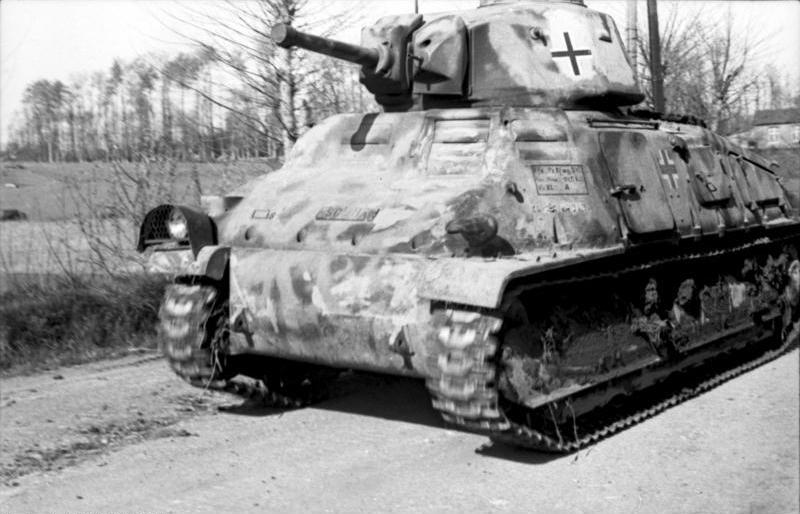
在德軍中服役的S-35戰車

1937年，法軍以S-35戰車延伸發展出SAu 40式自走砲，裝載75公釐砲。它的特徵為較多的車輪來改善越野能力，車體也稍微加寬。但此型只有一輛原型車問世，在1940年5月1日下訂72輛，但為時已晚。為了解決S-35的一些缺陷，法軍於1939年提出改良型AC5，其以SAu 40的底盤和G1戰車為基礎設計，但車體未有加寬。這種S-40戰車有著ARL 2C焊接砲塔和重新設計過的上部鑄造結構，不但生產成本降低、防護力也有所提昇，但18輛戰車交出後部份被評為品質低劣。由於1938年11月騎兵部隊的抱怨，採用了新式的懸吊系統，大大提昇了爬坡的能力。車高降低了40公分，車重增加了400公斤。引擎殼片做了改良以適應230匹馬力的出力，最高時速提昇至45公里，但在1940年夏天前該引擎未有被生產出來。另外還有武裝和裝甲改良的S-41型，並預計在1940年春天加裝60公釐厚的ARL鑄造砲塔。
1939年9月21日軍方下了第一批50輛的訂單，希望其成為該車的主要型號，取代451輛的S-35，預計總訂單將達400輛，但沒有一輛在德國入侵前完成。第一輛車預計將於7月生產完成，甚至早在1939年11月即準備好了車體。頭160輛中的80輛計畫生產為搭配舊式砲塔的過渡型。停戰後該戰車繼續生產，並部份服役於軸心軍中。1941年5月28日，德國駐法大使奧托·阿貝茲（Otto Abetz）與法國政府達成協議，預計生產800輛S-40，其中200輛供法國使用，其他交給德義軍。然而因為希特勒懷疑法國意圖重整軍備，拒絕同意該協議。1940年11月，日本政府要求德國授權該戰車可為皇軍生產。而在日本成為交戰國後，又於1942年2月9日決定法國將為日本生產250輛S-40，頭一批將在12個月後交付，並在每個月生產18輛（高峰值），但在1942年11月又取消了生產計畫與交貨。
1942年初，法國終於被允許以S-35戰車重新武裝，這時此車已算過時而德國也不感興趣了。4月24日時，該戰車出現兩種版本，兩種皆裝配原預定給G1戰車的FCM大型砲塔。第一種版本是採用SA 35砲和雙人砲塔，第二種則是武裝砲身更長的SA 37砲和使用三人砲塔。法國預定生產135輛，裝備到三個分隊，一隊45輛。但其計畫因為1942年11月全國被德軍佔領而終止。然而仍有一種代號為「SARL 42」的戰車正秘密研製中，其將裝備ARL 3砲塔和附有光學測距儀的75公釐L/32或L/44砲。為了控制其重量，裝甲被減至30公釐。到了1945年有人提出以S-35的底盤和英國的76.2公釐的17磅砲製成驅逐戰車。

## 資料來源
1. ↑  White, Brian Terrence, 1983, Tanks and other Armoured Fighting Vehicles of World War II, Peerage Books London, p.92
2. ↑  François Vauvillier, 2007, "Notre Cavalerie Mécanique à son Apogée le 10 Mai 1940", Histoire de Guerre, Blindés & Matériel, N° 75, p.46
3. ↑  . lexikon-der-wehrmacht.de.   [2022-01-23]. （原始内容存档于2022-01-18）.
4. ↑  . lexikon-der-wehrmacht.de.   [2022-01-23]. （原始内容存档于2022-01-18）.
5. ↑  François Vauvillier, 2009, "Le SOMUA S 40, à quelques semaines près", Histoire de Guerre, Blindés & Matériel, N°88, p. 65
6. ↑  François Vauvillier, 2009, "Le SOMUA S 40, à quelques semaines près", Histoire de Guerre, Blindés & Matériel, N°88, p. 66
7. 1 2  François Vauvillier, 2009, "Le SOMUA S 40, à quelques semaines près", Histoire de Guerre, Blindés & Matériel, N°88, p. 69
8. ↑  François Vauvillier, 2009, "Le SOMUA S 40, à quelques semaines près", Histoire de Guerre, Blindés & Matériel, N°88, p. 68
9. ↑  Stéphane Ferrard (2010). "Les SOMUA de l'Ombre (I)—Le S 40 à tourelle FCM, char de la défense de l'Empire", Histoire de Guerre, Blindés & Matériel N° 89, p. 44-49
10. ↑  Stéphane Ferrard (2010). "Les SOMUA de l'Ombre (I)—Le S 40 à tourelle FCM, char de la défense de l'Empire", Histoire de Guerre, Blindés & Matériel N° 89, p. 46
11. ↑  François Vauvillier, 2009, "Le SOMUA S 40, à quelques semaines près", Histoire de Guerre, Blindés & Matériel, N°88, p. 62
12. ↑  Stéphane Ferrard (2010). "Les SOMUA de l'Ombre (I)—Le S 40 à tourelle FCM, char de la défense de l'Empire", Histoire de Guerre, Blindés & Matériel N° 89, p. 47-49
13. ↑  Stéphane Ferrard (2010). "Les SOMUA de l'Ombre (II)—Le SARL 42, char de la clandestinité", Histoire de Guerre, Blindés & Matériel N° 90, p. 54-59